# XM25 IAWS
XM25 공중폭발탄발사기(Individual Airburst Weapon System)는 OICW 인크리먼트 2 계획에 해당하는 독립형 불펍 공중폭발탄발사기이다. 총신 위에 장착된 목표 포착 및 사격 관제 조준 장치인 XM104로 HEAB탄의 신관을 전자적으로 통제하여, 25 mm 저속 공중폭발탄을 적의 머리 위에서 폭발시켜 효과적으로 처리할 수 있다.
9월 24일 독일의 Grafenwöhr 훈련장에서 XM312, XM320과 동시에 행해진 시험 사격의 결과를 미국 육군 소속의 케빈 스토다드 중령은 대부분 초탄에 명중시켰으며, 빠르게 적과 교전을 하고 이동할 수 있었다고 평가하였다.
아직 얼라이언트 테크시스템스에서 개발 중이다.

## 제원
- 탄약 (25 x 40 저속 공중폭발탄)
  - 공중폭발탄
  - 비살상탄
  - 훈련탄
  - 열압력탄
  - 강철제 화살 (플레쉐트탄)
- 작동방식: 반자동 화기, 가스 작동식, 회전 노리쇠 방식
- 사거리: 500 m 점표적, 1000m 광역표적
- 전체무게: 6.35kg
- 조준기: 목표 포착 / 사격 관제 (XM104)
  - 무게: 1.15 kg
  - 4배율 열상 시각
  - 2배율 광학 조준기
  - 탄도 측정 컴퓨터
  - 디지털 나침반
  - 레이저 거리측정기
  - 탄약 신관 조절기
  - 환경 센서

## 같이 보기
- 마크47 스트라이커
- XM307
- 배럿 XM109